# Montenegro en los Juegos Olímpicos de París 2024
Montenegro estuvo representado en los Juegos Olímpicos de París 2024 por un total de 19 deportistas que compitieron en 6 deportes. Responsable del equipo olímpico es el Comité Olímpico de Montenegro, así como las federaciones deportivas nacionales de cada deporte con participación.
Los portadores de la bandera en la ceremonia de apertura fueron el regatista Milivoj Dukić y la tenista Danka Kovinić.
El equipo olímpico de Montenegro no obtuvo ninguna medalla en estos Juegos.: